# Horrorcore
Horrorcore je hudební styl, který kombinuje rap, metal, případně rock. V textech interpreti jmenují současné problémy pomocí černého, morbidního humoru, ironie, ale i sprostých slov a tvrdého rapu. V písních se rapuje např. o vraždách, etnicko-politických záležitostech, drogách, sexu, satanismu, kanibalismu. 

## Historie
Historie tohoto stylu sahá do roku 1990, kdy na scénu vstupuje mladý, detroitský rapper jménem Esham. Svůj styl nazval acid rap (subžánr horrorcoru). K jeho popularizaci mu pomohlo i členství v kapele Natas. Esham ovlivnil svojí hudbou skupinu Insane Clown Posse, kteří spustili horrorcore mánii a styl prosadili širším masám lidí. ICP vytvořili label Psychopatic Records, ke kterému se připojili další interpreti. Po tomto zlomovém momentu vznikaly další kapely, jako třeba Gravediggaz, Brotha Lynch Hung, Three 6 Mafia. 
Horrorcore v ČR má poměrně mladé kořeny, ačkoli v zhruba polovině 90. let vydal Rigor Mortiz album Až na věky s dost temnou atmosférou, kde byla hlavním tématem smrt. Začátky jsou okolo roku 2002, kdy raper Marty začal vydávat svoje první horrorové písně. Později, v roce 2005, začal vystupovat pod jménem Řezník. Mezitím se na scéně objevila i kontroverzní dvojice Hrobka a Pitva, kteří Řezníkovi hostovali na jeho prvním EP Penetrační chtíč. Začali i sami vydávat a jejich písně jsou mezi fanoušky velmi populární.
Horrorcore rap také tvoří crew, která si říká Masový Wrazi (MW). Svou tvorbu započali na přelomu let 2005 a 2006 a jejich složení je El Maroon (MC), D komodor Doyem (DJ, produkce) a Curwa (MC). Zatím vydali 5 CD s názvy Utři si hovno sksichtu, Requiem za smrt, Brutální realizmus, Masokombynath a nejnovější Svět plnej lží. Vytvořili i několik videoklipů, a to Jdu lesem, Hey ženy 2 (feat. DeSade of Sodoma Gomora a Curwa) a prozatím nejnovější Reklama je špatná.
Město Litoměřice a tamější horrorcorovou scénu ovládají Terror Crew se svými nekompromisními až satanistickými rapy. Zatím mají na svědomí dvě CD (Blackrap a Za hranicí lidskosti) a jedno EP Product ilegal. Videoklip je zatím jeden, a to Zabiják Žen pt. 2.
Ne moc známí a už snad ani netvořící potažmo nevystupující Luk a Šíp také tvoří HC rap, vydali 2 EP Hvězdný horoskopíčoviny a Pivní pokus.
Zatím ne moc známí ale docela nadějní Masna Mord se dostali už k pár koncertům a zatím vydali EP nesoucí název FLáky z masny. Chystá se další EP a koncerty. 
Schyzo, původně známý jako Killaz, vlastním jménem Jan Janda, se narodil v Praze 26. 4. 1993. Hudebně aktivní je od roku 2008. Mezi roky 2008 a 2012 stihl vydat celkem 4 nezávislé projekty. Po roce 2010 končí v péči psychiatrů, maže veškerou dosavadní tvorbu a přichází s novým pseudonymem Schyzo. Pod touto přezdívkou vydává zatím dohromady šest alb. Stavy, Delirium (jeho nejpopulárnější), Tabu, PTSD, V. Patro a nejnovější Kronika z roku 2024. Vše věnované z části dost horrorcorovým tématům.
Hewitt, který přišel v roce 2021 s albem Smrt je terapie, které bylo dost populární jelikož obsahovalo spolupráci se známými osobnostmi v žánru horrorcore. Dále v roce 2022 Prah lidský bolesti a Sick Brain (evil is coming). Stále tvoří dál.

## Známí čeští interpreti
- Schyzo
- Hewitt
- Rigor Mortiz
- Hrobka a Pitva
- Horror Avantgarda
- Mravní Zkaženci - Mozek Krang, Chixan
- Masový Wrazi - El Marón, Curwa, Doyem
- ZNK - Sodoma Gomora, Řezník, DeSade, Terror Crew, Haades Pes, Evil Dope, Astral One, Byzo, DJ Ill Rick